# Henstead with Hulver Street
Henstead with Hulver Street is een civil parish in het bestuurlijke gebied Waveney, in het Engelse graafschap Suffolk. Het omvat onder meer de kernen Henstead en Hulver Street. In 2001 telde het dorp 346 inwoners.